# وینسنت ساسو
وینسنت ساسو (انگلیسی: Vincent Sasso؛ زادهٔ ۱۶ فوریهٔ ۱۹۹۱) بازیکن فوتبال اهل فرانسه است.
از باشگاه‌هایی که در آن بازی کرده‌است می‌توان به باشگاه فوتبال نانت، باشگاه فوتبال سروت ۱۸۹۰، باشگاه فوتبال بلننسس، باشگاه ورزشی براگا، باشگاه فوتبال شفیلد ونزدی، و باشگاه فوتبال بیرامار اشاره کرد.
وی همچنین در تیم‌های ملی فوتبال France national under-16 football team، زیر ۱۷ سال فرانسه، زیر ۱۸ سال فرانسه، زیر ۱۹ سال فرانسه، زیر ۲۰ سال فرانسه، و زیر ۲۱ سال فرانسه بازی کرده‌است.